# 髙梨舞
髙梨 舞（たかなし まい）は、日本のアニメプロデューサー。放送芸術学院 TV番組技術科卒業。

## 主な担当作品
- 小鳥遊六花・改 〜劇場版 中二病でも恋がしたい!〜
- 境界の彼方
- 中二病でも恋がしたい!戀
- たまこラブストーリー
- 甘城ブリリアントパーク
- 劇場版 境界の彼方 -I'LL BE HERE- 過去篇
- 劇場版 境界の彼方 -I'LL BE HERE- 未来篇
- 青春×機関銃
- 少年メイド
- 坂本ですが?
- だがしかし
- 私がモテてどうすんだ
- カブキブ! - 企画協力
- DYNAMIC CHORD[1]
- TSUKIPRO THE ANIMATION2
- MUTEKING THE Dancing HERO - ﾌﾟﾛｼﾞｪｸﾄﾏﾈｰｼﾞｬｰ
- 勇者パーティーを追放されたビーストテイマー、最強種の猫耳少女と出会う - ｱｼｽﾀﾝﾄﾌﾟﾛﾃﾞｭｰｻｰ
- 異世界ワンターンキル姉さん 〜姉同伴の異世界生活はじめました〜 - ｱｿｼｴｲﾄﾌﾟﾛﾃﾞｭｰｻｰ
- ミギとダリ[2]
- 休日のわるものさん[3]